# Roca

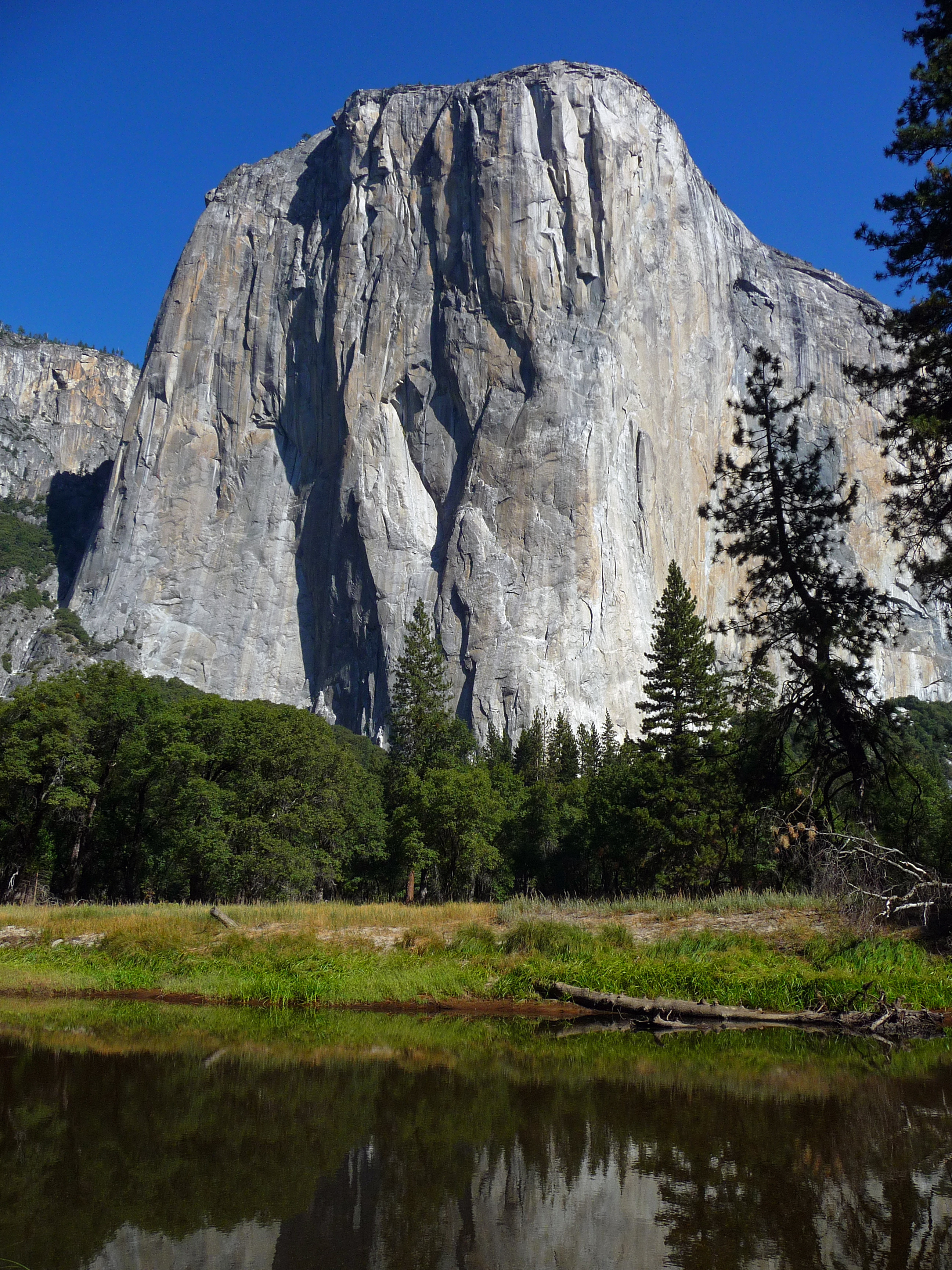
Rocas ígneas (batolito granítico, El Capitán, EE. UU.).

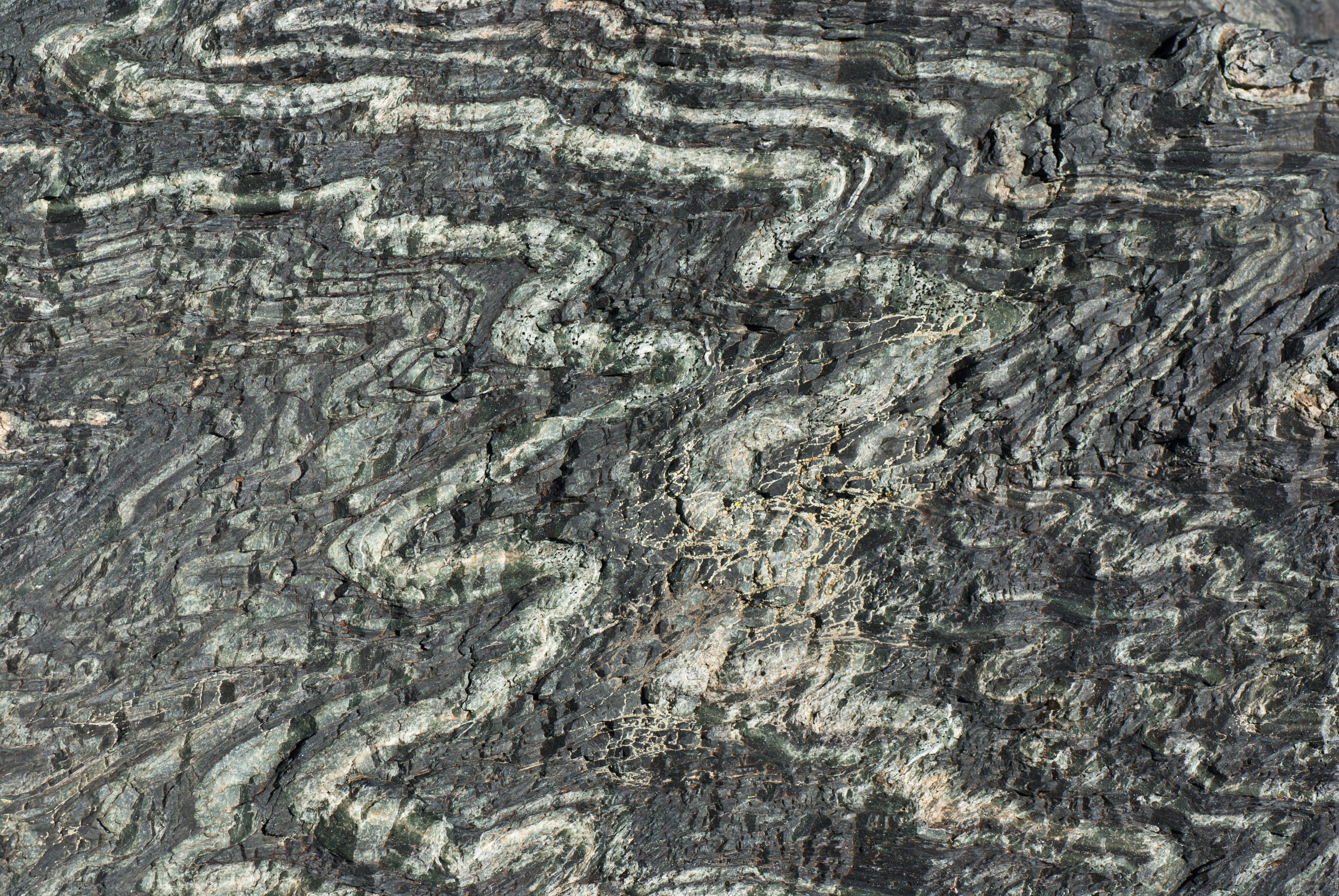
Rocas metamórficas (serpentinita plegada, Austria).

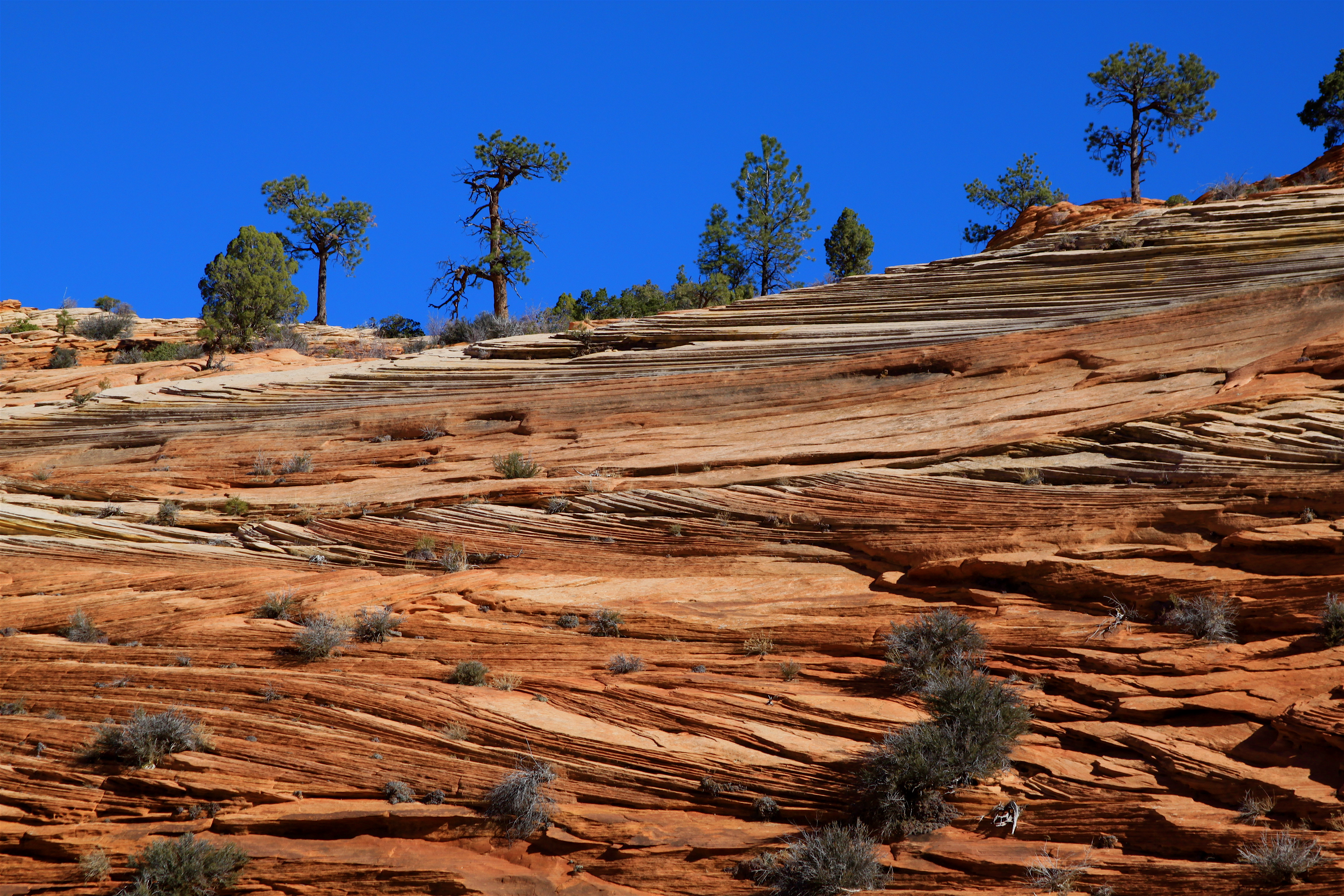
Rocas sedimentarias (areniscas con estratificación cruzada en el parque nacional Zion, EE. UU.).

En geología se denomina roca a cada uno de los diversos materiales sólidos, formados por cristales o granos de uno o más minerales. En la Tierra, la corteza está formada por rocas, al igual que las partes equivalentes de otros cuerpos planetarios similares. En un sentido más concreto, se llama roca a cualquier material constituido como un agregado natural de uno o más minerales o de otros materiales, entendiendo por agregado, un sólido cohesionado. El estudio de las rocas se denomina petrología.
A menudo se clasifican en cuatro grupos fundamentales: rocas ígneas, rocas metamórficas, rocas sedimentarias y meteoritos.
Las rocas suelen ser materiales duros, pero también pueden ser blandas, como ocurre en el caso de las rocas arcillosas o las arenas. Además, aunque las rocas pueden parecer eternas desde una perspectiva humana, están expuestas a cambios efectuados por una serie de procesos geológicos que funcionan sobre periodos muy largos. El ciclo litológico describe una serie de procesos de este tipo, como se forman los diferentes tipos de rocas y cómo se pasa de un tipo a otro. Las rocas ígneas se forman cuando se enfría la magma a la corteza terrestre, o cuando la lava se enfría en la superficie de la Tierra o el fondo del mar. Las rocas metamórficas se forman cuando las rocas existentes se encuentran expuestas a una presión y temperatura tan elevadas que se transforman, lo que se puede producir cuando colisionan las placas tectónicas , por ejemplo. Las rocas sedimentarias se forman mediante la diagénesis o litificación de sedimentos, que a su vez se forman mediante la meteorización, el transporte y la deposición de rocas existentes. Finalmente, los meteoritos son rocas o trozos de metal que caen a la Tierra desde el espacio. 
Las rocas se forman mediante varios mecanismos (procesos petrogénicos), según un ciclo cerrado, llamado ciclo litológico o ciclo de las rocas, en el cual pueden intervenir incluso seres vivos.
Las rocas están constituidas, en general, por mezclas heterogéneas de diversos materiales homogéneos y cristalinos, es decir, minerales. Las rocas poliminerálicas están formadas por granos o cristales de varias especies mineralógicas y las rocas monominerálicas están constituidas por granos o cristales de un solo mineral. Las rocas suelen ser materiales duros, pero también pueden ser blandas, como ocurre en el caso de las rocas arcillosas o las arenosas.
En la composición de una roca pueden diferenciarse dos categorías de minerales:
1. Minerales esenciales o minerales formadores de roca — Son los minerales que caracterizan la composición de una determinada roca, los más abundantes en ella.[3] Por ejemplo, el granito siempre contiene cuarzo, feldespato y mica. La mayor parte del volumen terrestre está formado por un número muy limitado de minerales.
2. Minerales accesorios — Son minerales que aparecen en pequeña proporción (menos del 5 % del volumen total de la roca)[4] y que en algunos casos pueden estar ausentes sin que cambien sustancialmente las características de la roca de la que pueden formar parte. Por ejemplo, el granito puede contener zircón y apatito. Aunque los minerales accesorios contribuyen poco a las propiedades fundamentales de la roca, pueden ser muy característicos e importantes para su identificación, afectando a propiedades como el color.

## Tipos de rocas
Las rocas se pueden clasificar según sus propiedades, como la composición química, la textura, la permeabilidad, entre otras. En cualquier caso, el criterio más usado es el origen, es decir, el mecanismo de su formación. De acuerdo con este criterio se clasifican en ígneas (o magmáticas), sedimentarias, metamórficas y meteoritos, aunque puede considerarse aparte una clase de rocas de alteración, que se estudian a veces entre las sedimentarias.

### Rocas ígneas

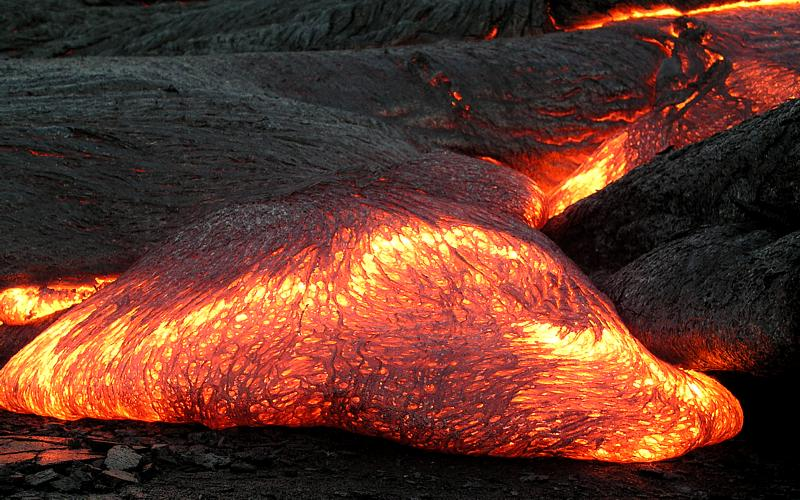
Colada de lava.

Las rocas ígneas (nombre derivado de la palabra en latín igneus, que significa fuego) se forman gracias a la solidificación del magma o lava, una masa mineral fundida que incluye volátiles y gases disueltos. Este magma puede derivarse de derretimientos parciales de rocas preexistentes en el manto o la corteza de un planeta. Por lo general, la fusión de las rocas se debe a uno o más de tres procesos: un aumento de temperatura, una disminución de la presión o un cambio en la composición. El proceso es lento, cuando ocurre en las profundidades de la corteza, o más rápido, si aparece en la superficie. El resultado en el primer caso son rocas plutónicas o intrusivas, formadas por cristales gruesos y reconocibles, o rocas volcánicas o extrusivas, cuando el magma llega a la superficie, convertido en lava por desgasificación.
Las rocas ígneas intrusivas son las más abundantes, forman la totalidad del manto y las partes profundas de la corteza. Son las rocas primarias, el punto de partida para la existencia en la corteza de otras rocas.
Dependiendo de la composición del magma de partida, más o menos rico en sílice (SiO2), se clasifican en ultramáficas (ultrabásicas), máficas (básicas), intermedias y félsicas (ácidas), siendo estas últimas las más ricas en sílice. En general son más ácidas las más superficiales.
Los magmas tienden a enriquecerse en sílice a medida que ascienden hacia la superficie de la Tierra, un proceso llamado diferenciación del magma. Esto ocurre tanto porque los minerales bajos en sílice cristalizan fuera del magma cuando comienza a enfriarse (serie de reacciones de Bowen) y porque el magma asimila parte de la roca de la corteza a través de la cual asciende (roca rural), y la roca de la corteza tiende a tener un alto contenido de sílice. sílice. El contenido de sílice es, por tanto, el criterio químico más importante para clasificar las rocas ígneas. El contenido de óxidos de metales alcalinos es el siguiente en importancia.
Las estructuras originales de las rocas ígneas son los plutones, formas masivas originadas a gran profundidad, los diques, constituidos en el subsuelo como rellenos de grietas, y coladas volcánicas, mantos de lava enfriada en la superficie. Un caso especial es el de los depósitos piroclásticos, formados por la caída de bombas volcánicas, cenizas y otros materiales arrojados al aire por erupciones más o menos explosivas. Los conos volcánicos se forman con estos materiales, a veces alternando con coladas de lava solidificada (conos estratificados).
Atendiendo a su grado de cristalización, se distinguen tres tipos de texturas:
1. Holocristalina: Es la textura que está constituida por pequeños cristales.
2. Hipocristalina: Es la textura que presenta cristales dentro de una matriz vítrea.
3. Vítrea: Es la textura que presenta una masa amorfa con aspecto de vidrio.

Aproximadamente el 65% de la corteza terrestre en volumen consiste en rocas ígneas. De éstas, el 66% son basalto y gabro, el 16% granito y el 17% granodiorita y diorita. Solo el 0,6% son sienitas y el 0,3% ultramáficas. La corteza oceánica es 99% basalto, que es una roca ígnea de composición máfica. El granito y rocas similares, conocidas como granitoides, dominan la corteza continental.

### Rocas sedimentarias

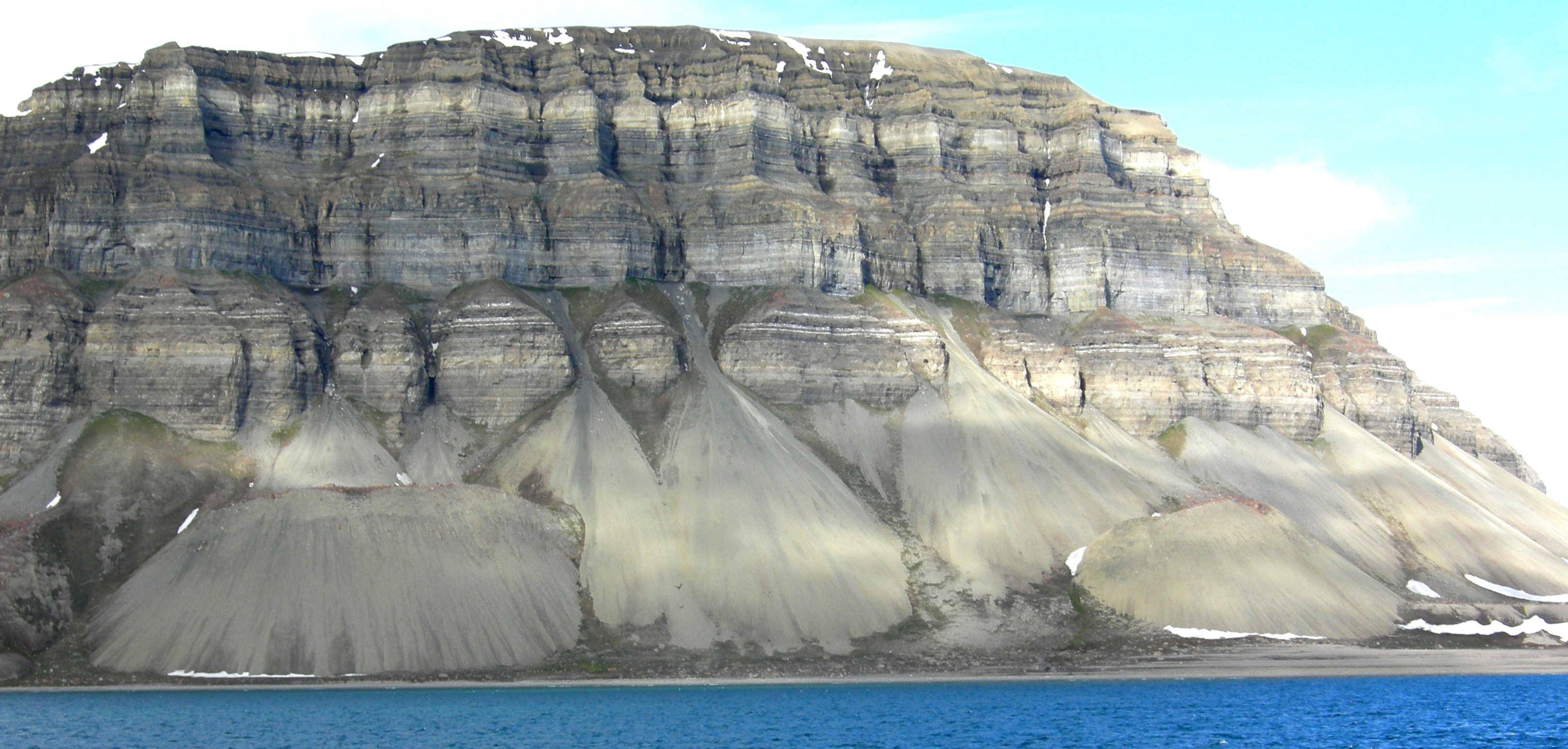
Estratos de rocas sedimentarias.

Los procesos geológicos que operan en la superficie terrestre originan cambios en el relieve topográfico que son imperceptibles cuando se estudian a escala humana, pero que alcanzan magnitudes considerables cuando se consideran períodos de decenas de miles o millones de años. Así, por ejemplo, el relieve de una montaña desaparecerá inevitablemente como consecuencia de la meteorización y la erosión de las rocas que afloran en superficie. En realidad, la historia de una roca sedimentaria comienza con la alteración y la destrucción de rocas preexistentes, dando lugar a los productos de la meteorización, que pueden depositarse in situ, es decir, en el mismo lugar donde se originan, formando los depósitos residuales, aunque el caso más frecuente es que estos materiales sean transportados por el agua de los ríos, el hielo, el viento o en corrientes oceánicas hacia zonas más o menos alejadas del área de origen. Estos materiales, finalmente, se acumulan en las cuencas sedimentarias formando los sedimentos que, una vez consolidados, originan las rocas sedimentarias.
Se constituyen por diagénesis (compactación y cementación) de los sedimentos, materiales procedentes de la alteración en superficie de otras rocas, que posteriormente son transportados y depositados por el agua, el hielo y el viento, con ayuda de la gravedad o por precipitación de disoluciones. También se clasifican como sedimentarios los depósitos de materiales organógenos, formados por seres vivos, como los arrecifes de coral, los estratos de carbón o los depósitos de petróleo. Las rocas sedimentarias son las que típicamente presentan fósiles, restos de seres vivos, aunque estos pueden observarse también en algunas rocas metamórficas de origen sedimentario.
Las rocas sedimentarias se forman en las cuencas de sedimentación, las concavidades del terreno a donde los materiales arrastrados por la erosión son conducidos con ayuda de la gravedad. Las estructuras originales de las rocas sedimentarias se llaman estratos, capas formadas por depósito, que constituyen formaciones a veces de gran potencia (espesor).
Los materiales meteorizados son retirados por los ríos, el viento, los glaciares o el mar y desplazados a otras zonas. El transporte puede realizarse:
- En estado sólido. Los materiales viajan desplazados por el viento y por los glaciares, pero también pueden ser transportados por ríos o el mar cuando estos los hacen rodar y moverse por sus respectivos fondos o lechos.
- En disolución. De este modo viajan algunos materiales, como las sales, que son solubles en agua.

### Rocas metamórficas

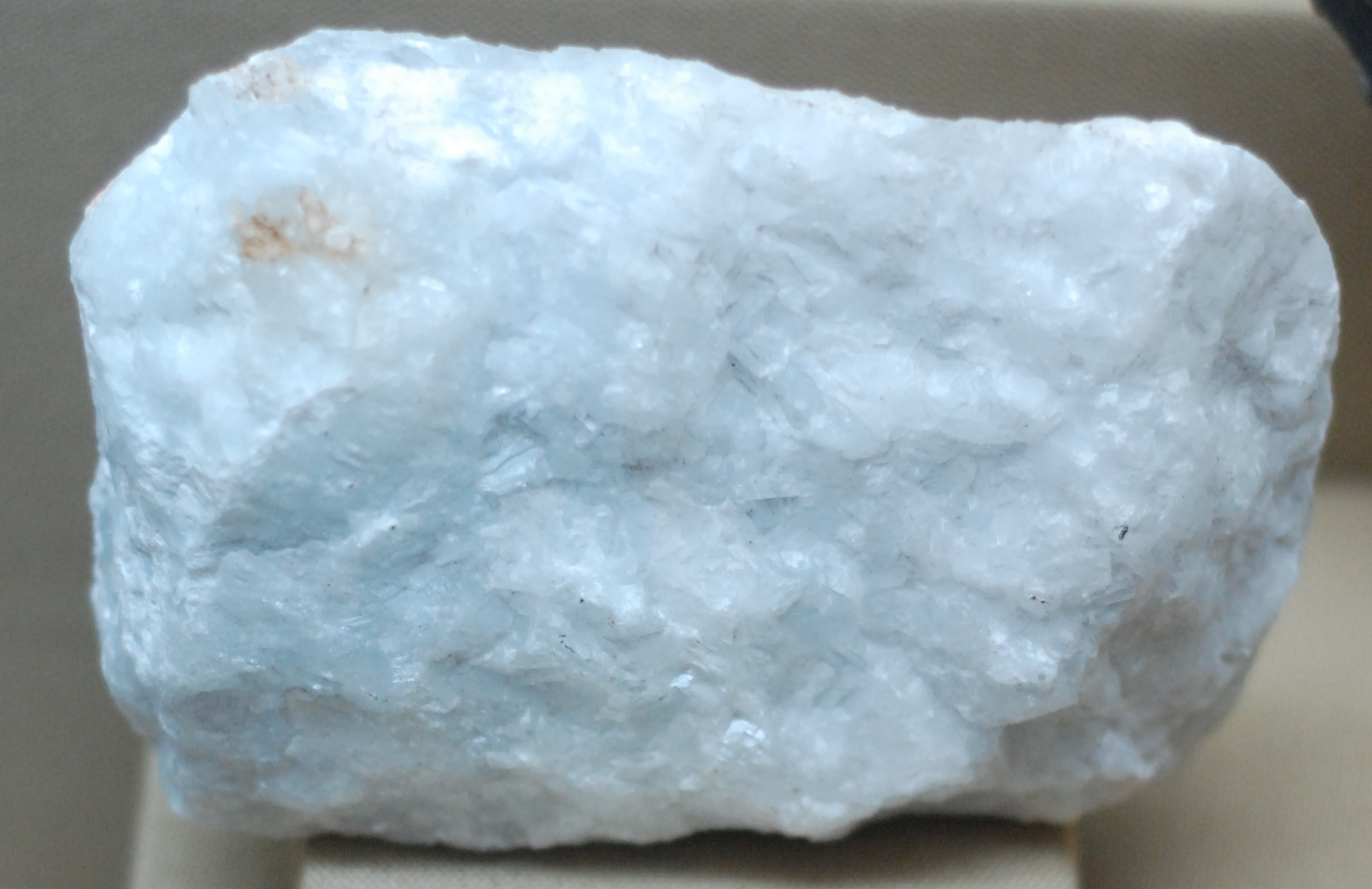
Mármol sin pulimentar

En sentido estricto es metamórfica cualquier roca que se ha producido por la evolución de otra anterior al quedar esta sometida a un ambiente energéticamente muy distinto de su formación, mucho más caliente o más frío, o a una presión muy diferente. Cuando esto ocurre la roca tiende a evolucionar hasta alcanzar características que la hagan estable bajo esas nuevas condiciones. Lo más común es el metamorfismo progresivo, el que se da cuando la roca es sometida a calor o presión mayores, aunque sin llegar a fundirse (porque entonces entramos en el terreno del magmatismo); pero también existe un concepto de metamorfismo regresivo, cuando una roca evolucionada a gran profundidad —bajo condiciones de elevada temperatura y presión— pasa a encontrarse en la superficie, o cerca de ella, donde es inestable y evoluciona a poco que algún factor desencadene el proceso.
Las rocas metamórficas abundan en zonas profundas de la corteza, por encima del zócalo magmático. Tienden a distribuirse clasificadas en zonas, distintas por el grado de metamorfismo alcanzado, según la influencia del factor implicado. Por ejemplo, cuando la causa es el calor liberado por una bolsa de magma, las rocas forman una aureola con zonas concéntricas alrededor del plutón magmático. Muchas rocas metamórficas muestran los efectos de presiones dirigidas, que hacen evolucionar los minerales a otros laminares, y toman un aspecto laminar. Ejemplos de rocas metamórficas, son las pizarras, los mármoles o las cuarcitas.
Aun cuando no las lleguen a fundir, las altas temperaturas pueden provocar en las rocas cambios importantes, como pérdida de agua, modificaciones en las texturas, en el grado de cohesión y color, así como transformaciones de los minerales que las integran.
Estos cambios, que ocurren en estado sólido, forman parte del proceso de metamorfismo, y se producen porque las rocas son "cocidas" (las rocas "cocidas" son el resultado de un proceso similar al que se emplea para someter la arcilla y convertirla en ladrillos).
Las rocas metamórficas muestran gran variedad de texturas, que varían según la forma, el tamaño y la disposición de los cristales que las componen.
Sus texturas se clasifican en:
- Pizarrosa: Tiene foliación plana y cristales muy pequeños, no observables a simple vista.
- Esquistosa: Su foliación es ondulada y sus cristales son observables a simple vista.
- Gneísica: Presenta cristales muy grandes que forman bandas claras y oscuras alternadas.
- Sin foliación: Sus cristales no son alargados o laminares, sino que se distribuyen al azar en todas las direcciones.

### Meteoritos

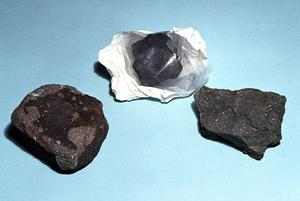
Condritas carbonáceas.

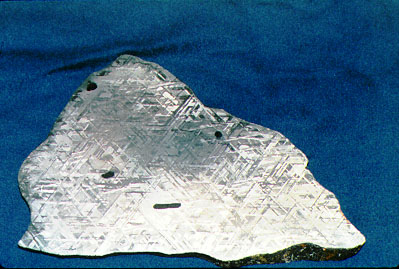
Un fragmento de meteorito férrico con el típico patrón interior de anillos cruzados de hierro y níquel.

Un meteorito es una roca que proviene del espacio, es decir, que no se ha formado en la Tierra. Algunos meteoritos son restos de la formación del sistema solar hace unos 4.600 millones de años. Los meteoritos se componen generalmente de silicatos en un 95% y varios tipos de aleaciones de hierro y níquel o combinaciones de estos dos elementos con respecto al 5% restante.
Los meteoritos vienen sobre todo de colisiones entre pequeños astros, tales como asteroides, que hacen que se desprendan del astro padre y los dirigen hacia el planeta donde terminan cayendo. Los meteoritos son interesantes para estudiar, ya que se trata de objetos de masa pequeña que se formaron mediante procesos geológicos diferentes de los que intervienen en cuerpos más grandes. Así pues, los meteoritos son más primitivos y pueden proporcionar más información sobre la formación y las primeras fases de la historia del sistema solar.  Otras fuentes de meteoritos son los núcleos de los cometas, que se descomponen en bolas irregulares de grava y polvo cuando se acercan demasiado al Sol. También se ha encontrado una buena veintena de meteoritos provenientes delplaneta Marte y un número similar de meteoritos de la Luna.
El único caso conocido de meteoritos que han quedado enterrados (es decir, meteoritos fósiles) es en un estrato calcáreo cerca de Gotemburgo, donde hay doce capas de condritas y calizas que se formaron a lo largo de un período de aproximadamente 1,75 millones de años durante el periodo Ordovícico, hace unos 480 millones de años.

#### Tipo de meteoritos
Los meteoritos se pueden clasificar según el material del que se componen: piedra, una aleación de hierro y níquel, o combinaciones de estas posibilidades. Estos grupos se describen más abajo. Los meteoritos también se pueden categorizar en la escala S1-S6 según su metamorfismo de choque, que no es otra cosa que la deformación y el calentamiento que sufrieron durante su impacto contra la Tierra. Los meteoritos que no se deformaron mucho se suelen clasificar como S1. También hay dos sistemas para categorizar los meteoritos según el grado de alteración que sufrieron al impactar contra la Tierra: una escala de la A a la E y otra de W0 a W6, en las que los meteoritos bien conservados se clasifican como A o W0.
Condritas
Las condritas se componen de rocas maficas con un núcleo pequeño que es indicativo de una exposición rápida. Aproximadamente un 80% de todos los meteoritos son condritas ordinarias. Se formaron durante la fase inicial de la historia del sistema solar y forman parte del material más antiguo que se ha conservado. La mayoría de las condritas contienen cóndrulos, granos esféricos milimétricos, y se cree que se trata de material de hasta 4.600 millones de años de antigüedad que proviene del cinturón de asteroides. No se sabe cómo se formaron.
Las condritas carbonáceas son meteoritos rocosos que contienen pequeños fragmentos de material orgánico, incluyendo aminoácidos, y representan aproximadamente un 3% de todas las condritas. Se cree que consisten en material no modificado de la nebulosa solar , la nube de polvo a partir del cual se formó el sistema solar, y tienen una composición isotópica similar a la del Sol.
Las acondritas son otro tipo de meteorito rocoso que se parecen a las rocas maficas y magmáticas de la Tierra y a veces están brechadas. Se cree que las acondritas son material proveniente de asteroides grandes, incluyendo el asteroide masivo Vesta, pero también el planeta Marte.
Meteoritos férricos
Los meteoritos férricos se componen de aleaciones de hierro y níquel, como camacita, y representan aproximadamente un 3,8% de todos los meteoritos. Se cree que se componen de material proveniente del núcleo de asteroides que explotaron. Los meteoritos metálicos se pueden subdividir en tres subgrupos según su ratio de níquel / hierro y estructura cristalina: las hexahedrites contienen un 4-6% de níquel, las octahedritas contienen un 6-12% y las ataxitescontienen más de un 12%. Las estructuras cristalinas de las hexahedritas presentan un patrón rectangular, las octahedritas tienen uno hexagonal y las ataxitas no tienen estructura cristalina bien definida. Otro nombre para los meteoritos férricos es «siderita».
Piedras férricas
Las piedras férricas consisten en una mezcla aproximadamente a partes iguales de aleaciones de hierro y níquel con silicatos. Representan un 0,5% de todos los meteoritos. Se cree que se componen de material proveniente del límite entre el núcleo y el manto de un astro.
Tectitas
Las tectitas son objetos vítreos que, según la mayoría de investigadores, se formaron en la Tierra como consecuencia de un impacto meteórico. Así pues, las tectitas no son meteoritos en el sentido estricto de la palabra.

## El ciclo de las rocas o ciclo litológico

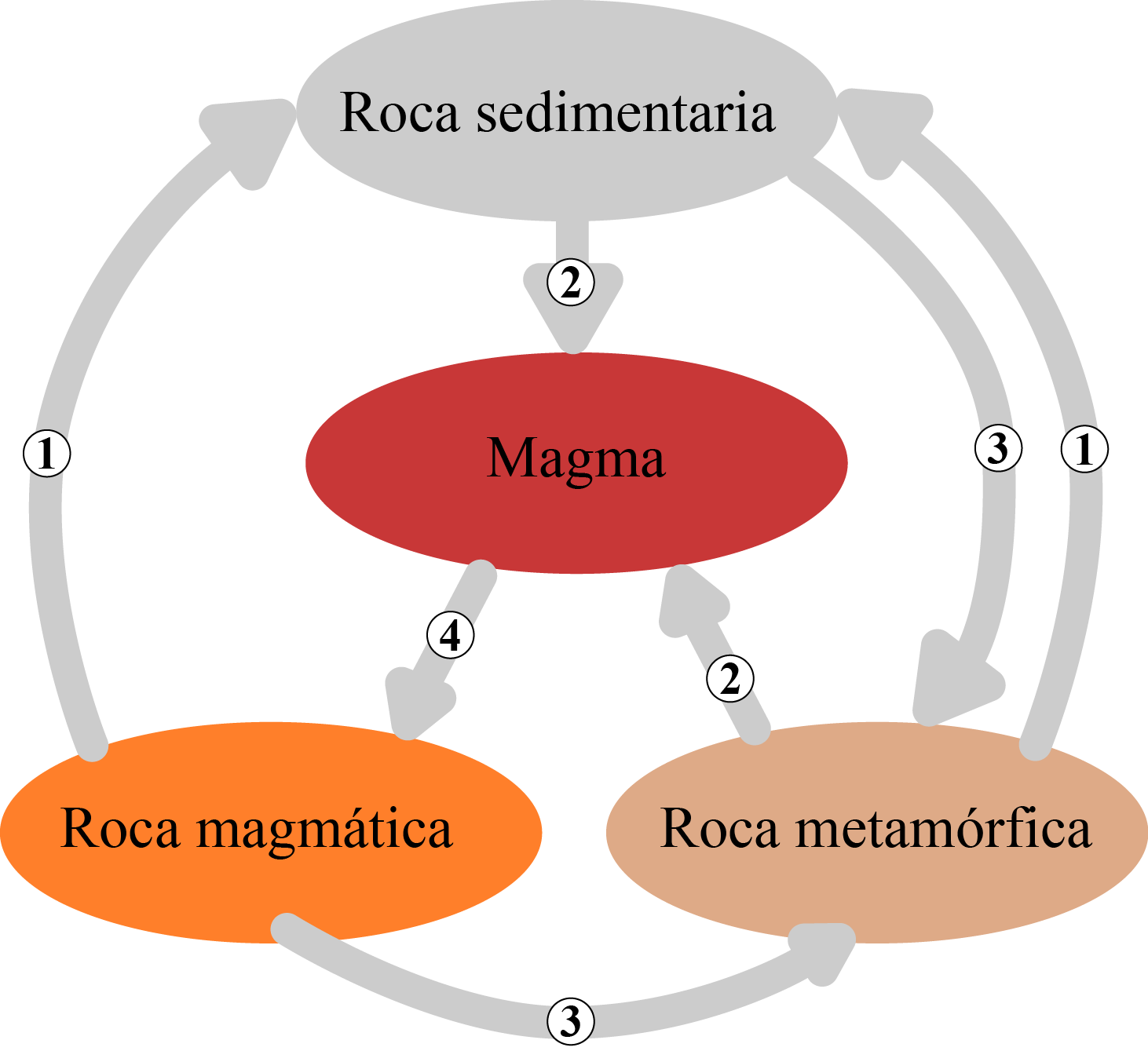
Ciclo petrogenético, que relaciona los tipos de rocas a través de sus procesos de formación: 1- erosión, transporte, sedimentación y diagénesis; 2- fusión; 3- presión y temperatura; 4- enfriamiento.

En el contexto del tiempo geológico las rocas sufren transformaciones debido a distintos procesos. Los agentes geológicos internos dan lugar a las rocas ígneas y metamórficas, mientras que los agentes geológicos externos producen la meteorización y erosión, transporte y sedimentación de las rocas de la superficie, dando lugar a las rocas sedimentarias.
Se llama meteorización a la acción geológica de la atmósfera, que produce una degradación, fragmentación y oxidación. Los materiales resultantes de la meteorización pueden ser atacados por la erosión y transportados. La acumulación de fragmentos de roca desplazados forman derrubios. Cuando cesa el transporte de los materiales, estos se depositan en forma de sedimentos en las cuencas sedimentarias, unos sobre otros, formando capas horizontales (estratos).
Los sedimentos sufren una serie de procesos (diagénesis) que los transforman en rocas sedimentarias, como la compactación y cementación; se produce en las cuencas sedimentarias, principalmente los fondos marinos.
La compactación es el proceso de eliminación de huecos en un sedimento, debido al peso de los sedimentos que caen encima. La cementación es consecuencia producida por la compactación; consiste en la formación de un cemento que une entre sí a los sedimentos (los fragmentos de rocas).

## Identificación del tipo de roca
Varios criterios geológicos conducen a la caracterización petrográfica y la petrología de la roca:
- presencia o no de una orientación, de un lecho (característico de una roca sedimentaria o metamórfica)
- presencia o ausencia de una textura (característica de una roca sedimentaria, magmática o metamórfica) acompañada o reemplazada por una matriz (característica de una roca sedimentaria o magmática)
- presencia o ausencia de granos:
  - tamaño de grano ( tamaño de grano )
  - forma de grano
- presencia o ausencia de porosidad
- presencia de burbujas esféricas (resultantes de la desgasificación del magma a su llegada a la superficie, característica de una roca volcánica magmática)
- presencia de porosidad intergranular (roca sedimentaria)
- presencia de fósiles (roca sedimentaria o débilmente metamorfoseada)

Las rocas presentan una gran diversidad de aspectos que se describen a continuación:
- a menudo dura y consistente: se llama piedra (mármol, granito), guijarro…;
- desmenuzable o inconsistente como tiza y polvos de talco presionados debajo de los dedos;
- plástica como arcilla humedecida;
- granos como la arena que fluye en el reloj de arena  ;
- en el límite líquido - petróleo - o gas;
  - o permeable como la piedra caliza;
  - o resistente al agua como la arcilla.

Asociados a un análisis mineralógico, estos criterios permiten determinar el nombre de una roca.

## Utilidad de las rocas

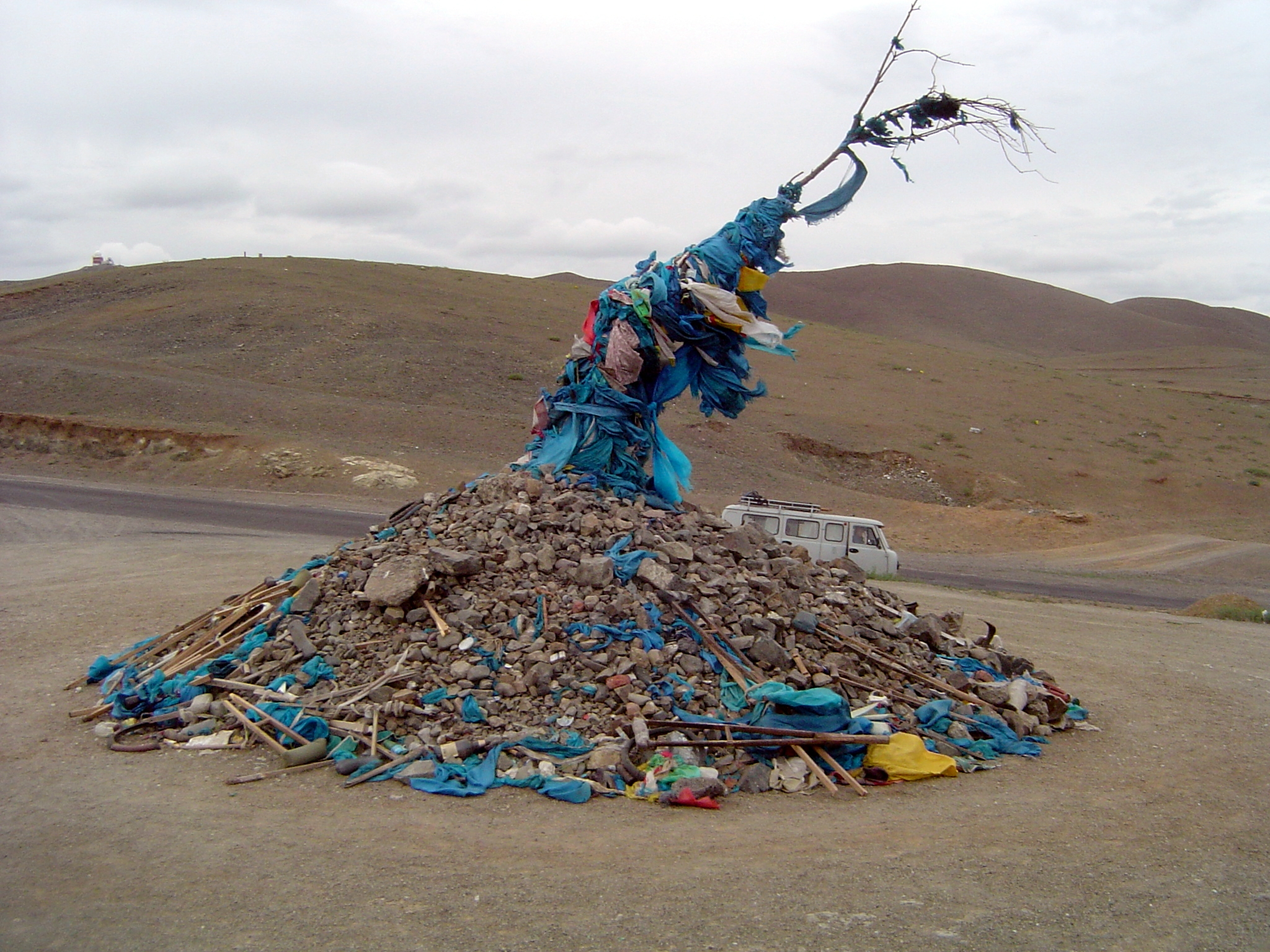
Cairn ceremonial de rocas, un ovoo, en Mongolia

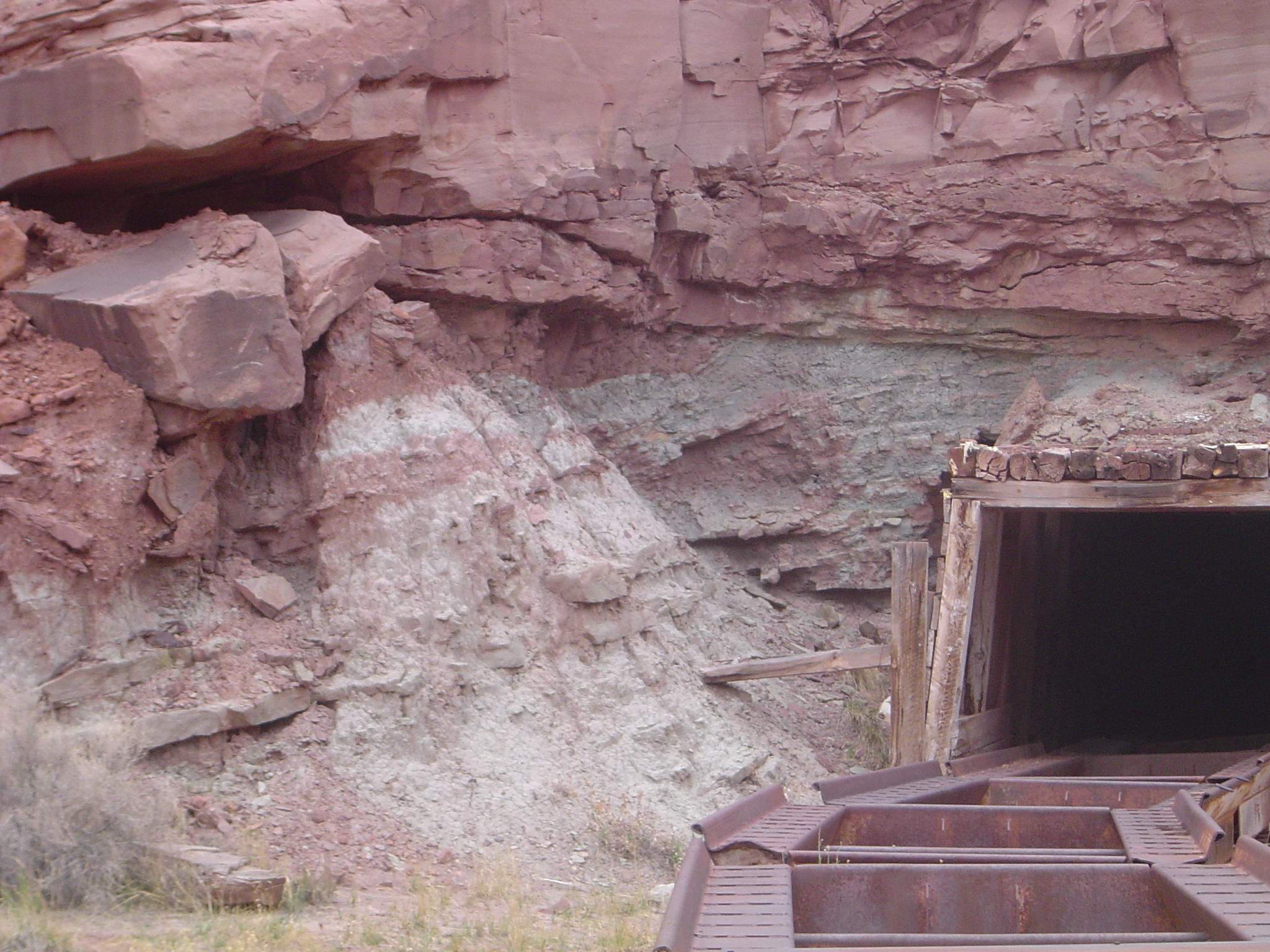
Mina de uranio "Mi Vida" cerca de Moab (Utah)

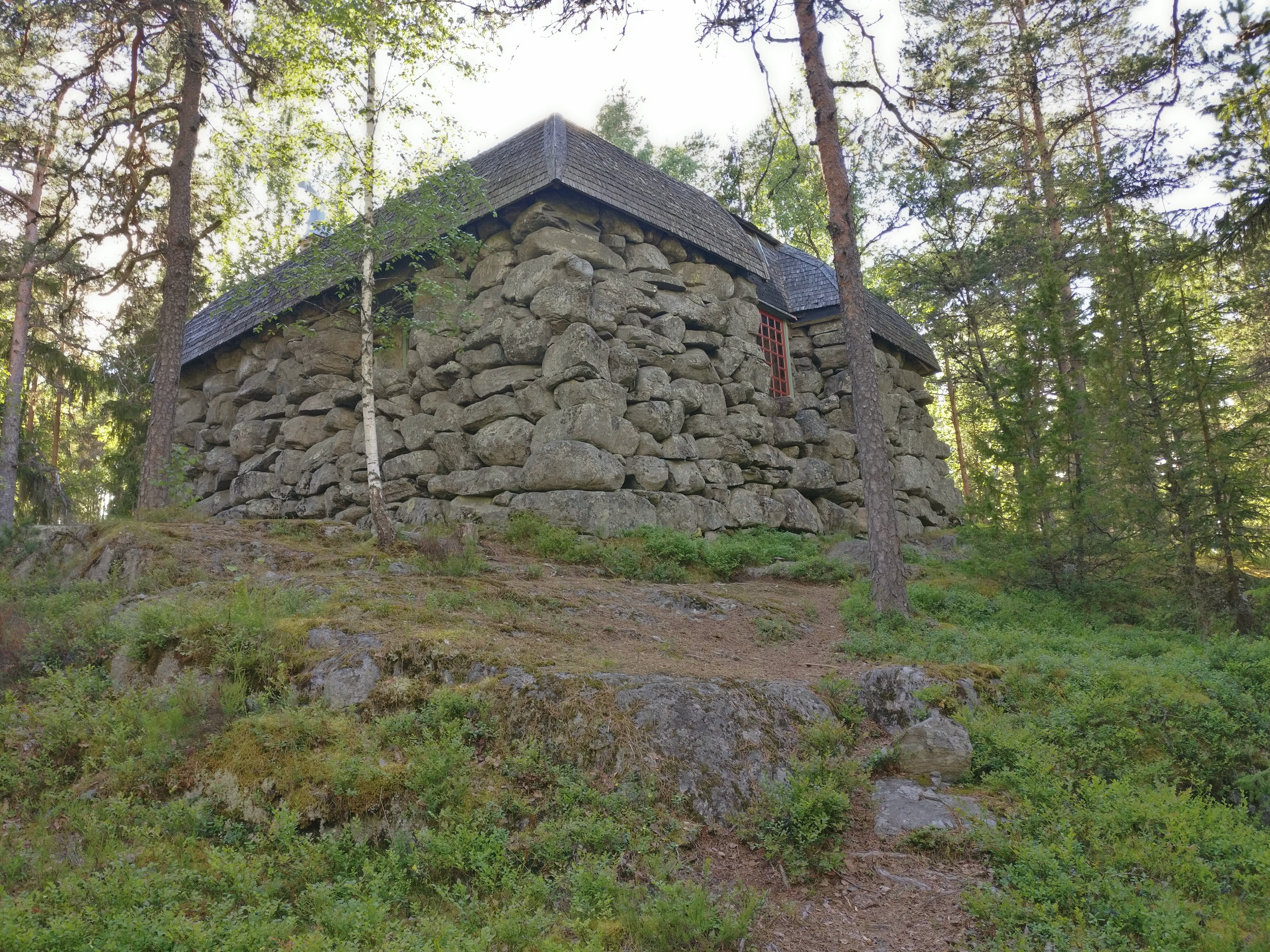
Casa de rocas en una colina en Sastamala, Finlandia

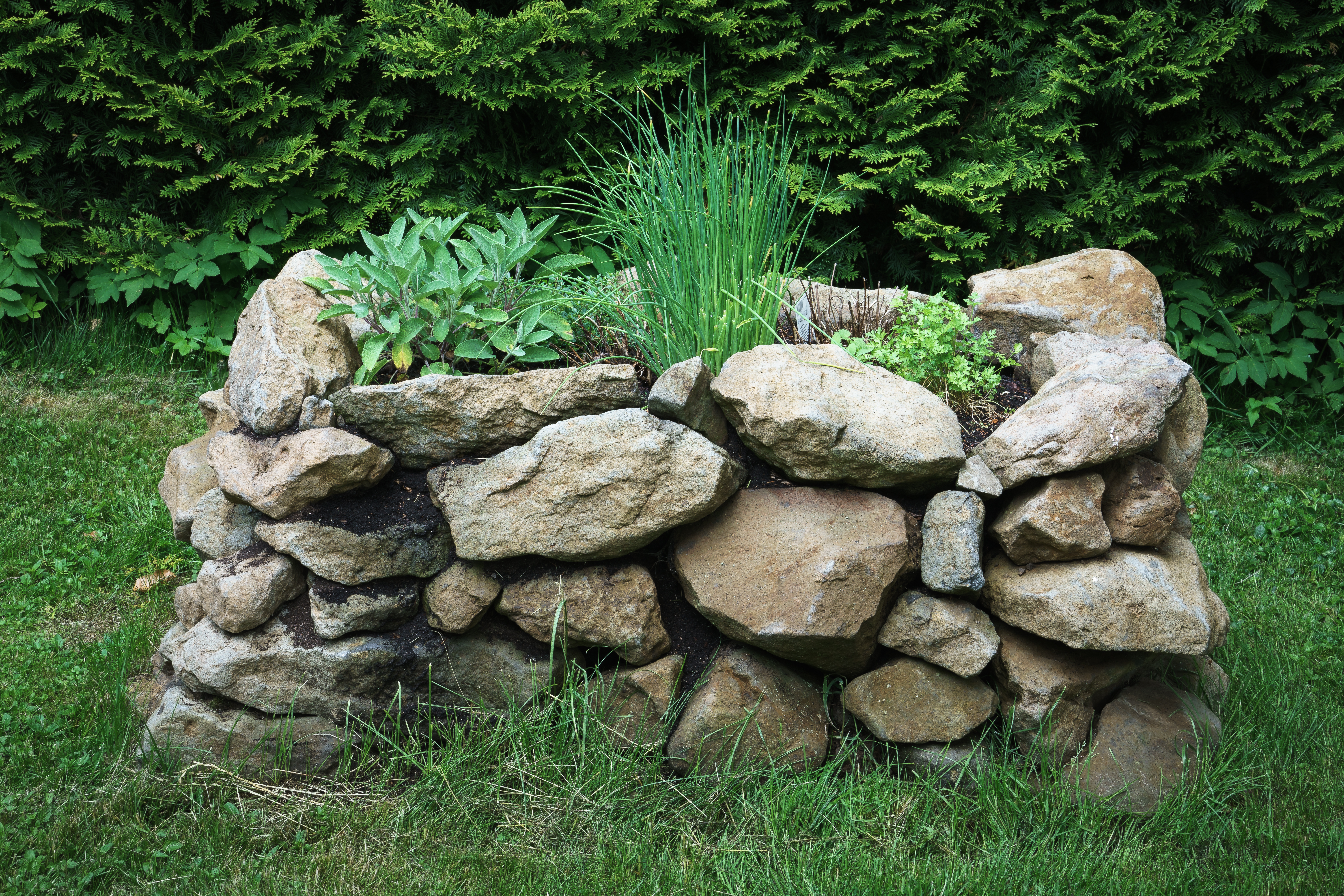
Cantero elevado construido con rocas naturales en un jardín.

El uso de las rocas ha tenido un gran impacto en el desarrollo cultural y tecnológico de la raza humana. Las rocas han sido usadas por los seres humanos y otros homínidos durante por lo menos 2.5 millones de años. La tecnología lítica permite identificar a algunas de las tecnologías más antiguas y de uso continuo. La minería de la roca para aprovechar su contenido de diversos metales ha sido uno de los factores más importantes en el avance de la civilización humana, y ha evolucionado con diversas velocidades en sitios distintos, en parte debido a los tipos de minerales metalíferos disponibles en las rocas de cada región.
Las rocas pueden ser útiles por sus propiedades fisicoquímicas (dureza, impermeabilidad, etc.), por su potencial energético o por los elementos químicos que contienen. Siguiendo este criterio, las rocas pueden clasificarse en:
- Rocas industriales. Son rocas que se aprovechan por sus propiedades fisicoquímicas, independientemente de las sustancias y la energía que se pueda extraer. Se usan mayoritariamente en la construcción de viviendas y en obras públicas. Destacan las gravas y arenas, que se utilizan como áridos, la caliza, el yeso, el basalto, la pizarra y el granito. El cuarzo es la base de la fabricación del vidrio, y la arcilla de los productos cerámicos (ladrillos, tejas y loza).
- Rocas energéticas. Son útiles por la energía que contienen, que puede extraerse con facilidad por combustión. Se trata del carbón y del petróleo.
- Rocas ornamentales. Usadas por su aspecto y consistencia en construcción y artes plásticas, como el mármol,  areniscas, pórfido, gneis, migmatita, etc.
- Menas minerales. Los minerales que contienen las rocas son con frecuencia más interesantes que las propias rocas ya que incluyen elementos químicos básicos para la humanidad (hierro, cobre, plomo, estaño, aluminio, etc.)